# Pope County (Minnesota)
Das Pope County ist ein County im US-amerikanischen Bundesstaat Minnesota. Im Jahr 2020 hatte das County 11.308 Einwohner und eine Bevölkerungsdichte von 6,5 Einwohnern pro Quadratkilometer. Der Verwaltungssitz (County Seat) ist Glenwood.

## Geografie

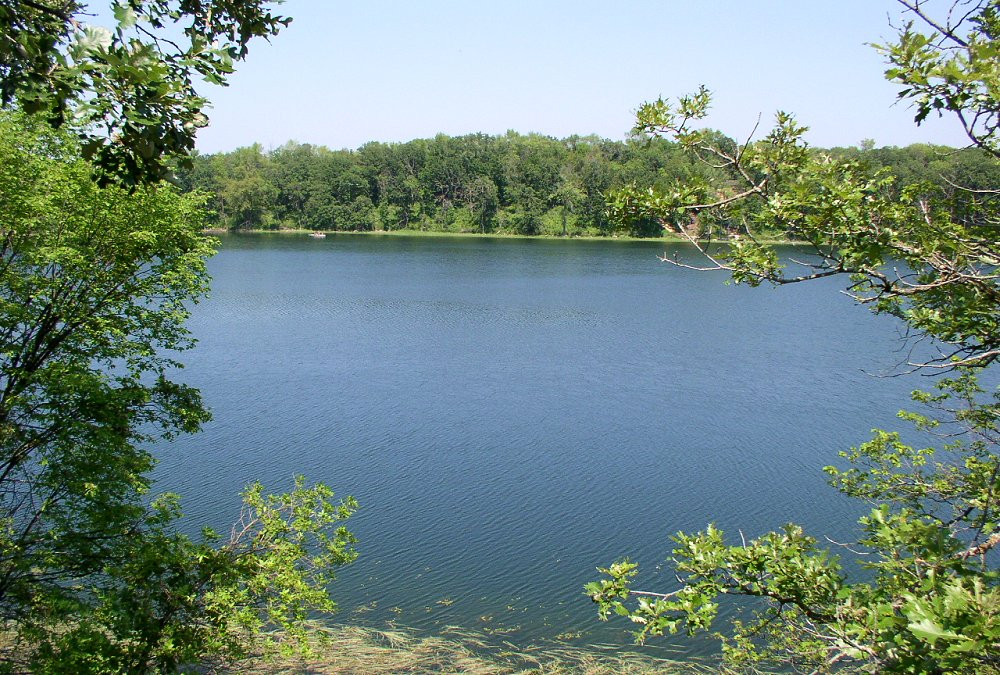
Der Mountain Lake im Glacial Lakes State Park

Das County liegt im mittleren Westen von Minnesota und wird in Nord-Süd-Richtung vom Chippewa River durchflossen, einem linken Nebenfluss des Minnesota River. Es hat eine Fläche von 1858 Quadratkilometern, wovon 122 Quadratkilometer Wasserfläche sind.
Im Zentrum des Pope Countys liegt der Glacial Lakes State Park, ein etwa acht Quadratkilometer großer State Park mit eiszeitlich geformter Landschaft.
An das Pope County grenzen folgende Nachbarcountys:
| Grant County   | Douglas County |                  |
| Stevens County |                | Stearns County   |
|                | Swift County   | Kandiyohi County |

## Geschichte

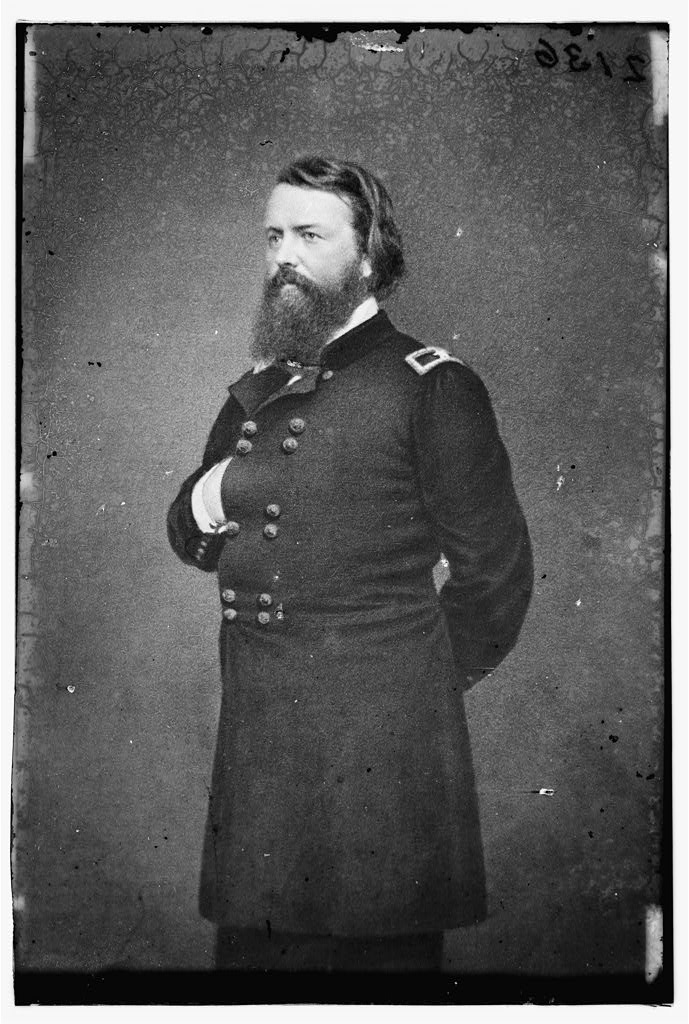
John Pope

Das Pope County wurde am 20. Februar 1862 aus Teilen des Cass County und dem nur noch in Wisconsin existierenden Pierce County gebildet. Benannt wurde es nach John Pope (1822–1892), einem General der Unionstruppen im Amerikanischen Bürgerkrieg.

## Demografische Daten
Nach der Volkszählung im Jahr 2010 lebten im Pope County 10.995 Menschen in 4823 Haushalten. Die Bevölkerungsdichte betrug 6,3 Einwohner pro Quadratkilometer. In den 4823 Haushalten lebten statistisch je 2,24 Personen.
Ethnisch betrachtet setzte sich die Bevölkerung zusammen aus 98,1 Prozent Weißen, 0,4 Prozent Afroamerikanern, 0,2 Prozent amerikanischen Ureinwohnern, 0,4 Prozent Asiaten sowie aus anderen ethnischen Gruppen; 0,9 Prozent stammten von zwei oder mehr Ethnien ab. Unabhängig von der ethnischen Zugehörigkeit waren 1,0 Prozent der Bevölkerung spanischer oder lateinamerikanischer Abstammung.
20,7 Prozent der Bevölkerung waren unter 18 Jahre alt, 57,8 Prozent waren zwischen 18 und 64 und 21,5 Prozent waren 65 Jahre oder älter. 49,5 Prozent der Bevölkerung war weiblich.
Das jährliche Durchschnittseinkommen eines Haushalts lag bei 49.599 USD. Das Pro-Kopf-Einkommen betrug 27.727 USD. 7,6 Prozent der Einwohner lebten unterhalb der Armutsgrenze.

## Ortschaften im Pope County
Citys
| - Brooten1 - Cyrus - Farwell - Glenwood | - Long Beach - Lowry - Sedan - Starbuck | - Villard - Westport |

Unincorporated Communities
- New Prairie
- Terrace

1 – teilweise im Stearns County

## Gliederung
Das Pope County ist neben den zehn Citys in 20 Townships eingeteilt:
| Township                | Einwohner (2010) | FIPS     |
| ----------------------- | ---------------- | -------- |
| Bangor Township         | 185              | 27-03502 |
| Barsness Township       | 149              | 27-03754 |
| Ben Wade Township       | 250              | 27-05302 |
| Blue Mounds Township    | 186              | 27-06760 |
| Chippewa Falls Township | 228              | 27-11332 |
| Gilchrist Township      | 194              | 27-23750 |
| Glenwood Township       | 1058             | 27-24092 |
| Grove Lake Township     | 255              | 27-26162 |
| Hoff Township           | 152              | 27-29456 |
| Lake Johanna Township   | 139              | 27-34586 |

| Township                 | Einwohner (2010) | FIPS     |
| ------------------------ | ---------------- | -------- |
| Langhei Township         | 177              | 27-35504 |
| Leven Township           | 499              | 27-36764 |
| Minnewaska Township      | 500              | 27-43342 |
| New Prairie Township     | 197              | 27-45844 |
| Nora Township            | 205              | 27-46456 |
| Reno Township            | 397              | 27-53854 |
| Rolling Forks Township   | 151              | 27-55240 |
| Walden Township          | 169              | 27-67702 |
| Westport Township        | 278              | 27-69646 |
| White Bear Lake Township | 431              | 27-69952 |